# Stator sordidus
Stator sordidus is een keversoort uit de familie bladkevers (Chrysomelidae). De wetenschappelijke naam van de soort werd in 1873 gepubliceerd door George Henry Horn.